# Kościół Świętych Apostołów Piotra i Pawła w Grodzeniu
Kościół Świętych Apostołów Piotra i Pawła w Grodzeniu – rzymskokatolicki kościół filialny należący do parafii św. Wojciecha BM w Kikole (dekanat lipnowski diecezji włocławskiej).
Świątynia została wzniesiona w 1778 roku. Jest to budowla reprezentująca styl barokowy, otynkowana, murowana, wzniesiona z cegły. Składa się z prostokątnej nawy poprzedzonej kwadratową kruchtą. W elewacji frontowej szczyt ujęty jest spływami z nadstawką z półkolistym przyczółkiem w zwieńczeniu. Szczyt kruchty także jest objęty falistymi spływami. Świątynia posiada dach siodłowy pokryty blachą, na dachu jest umieszczona wieżyczka na sygnaturkę. Wnętrze nakrywa strop. Chór muzyczny jest drewniany i nadwieszony. Wystrój wnętrza i wyposażenie budowli reprezentują głównie styl barokowy, należą do niego: ławy, obrazy, krucyfiksy i lichtarze. Przy wejściu pod balustradą została wmurowana tablica erekcyjna, wykonana z czarnego marmuru.